# 第45回先進国首脳会議
第45回先進国首脳会議（だい45かいせんしんこくしゅのうかいぎ、英語: 45th G7 summit）は、 2019年8月24日から26日にかけてフランスのビアリッツで開催されたG7（先進7ヶ国）の会議。
2014年にG7は、ロシアのクリミア編入を受け、今のままではG8でのロシアとの意味のある議論はできないと宣言、それ以降、ロシアを除いたG7内で会議が継続されている。

## 開催地
フランス・ビアリッツにあるオテル・デュ・パレ（Hôtel du Palais）が会場に選ばれた。セッションはビアリッツのベルビュー・コンベンションセンターで行われた。

## 日程
資料による
- 8月24日
12:00: 欧州理事会議長による記者会見
19:30: マクロン大統領による公式歓迎
20:30: G7首脳ディナー
- 8月25日
9:30: ワーキングセッション
13:00: ワーキングランチ（不平等との戦い）
14:00: G7ジェンダー平等諮問委員会のプレゼン
15:00: ワーキングセッション(アフリカとのG7パートナーシップ)
19:00: 拡大ディナー
- 8月26日
10:00: 拡大ワーキングセッション（気候、生物多様性、海洋）
13:00: 拡大ワーキングランチ（デジタルトランスフォーメーション）
14:45: クロージングセッション

## サミットの参加者

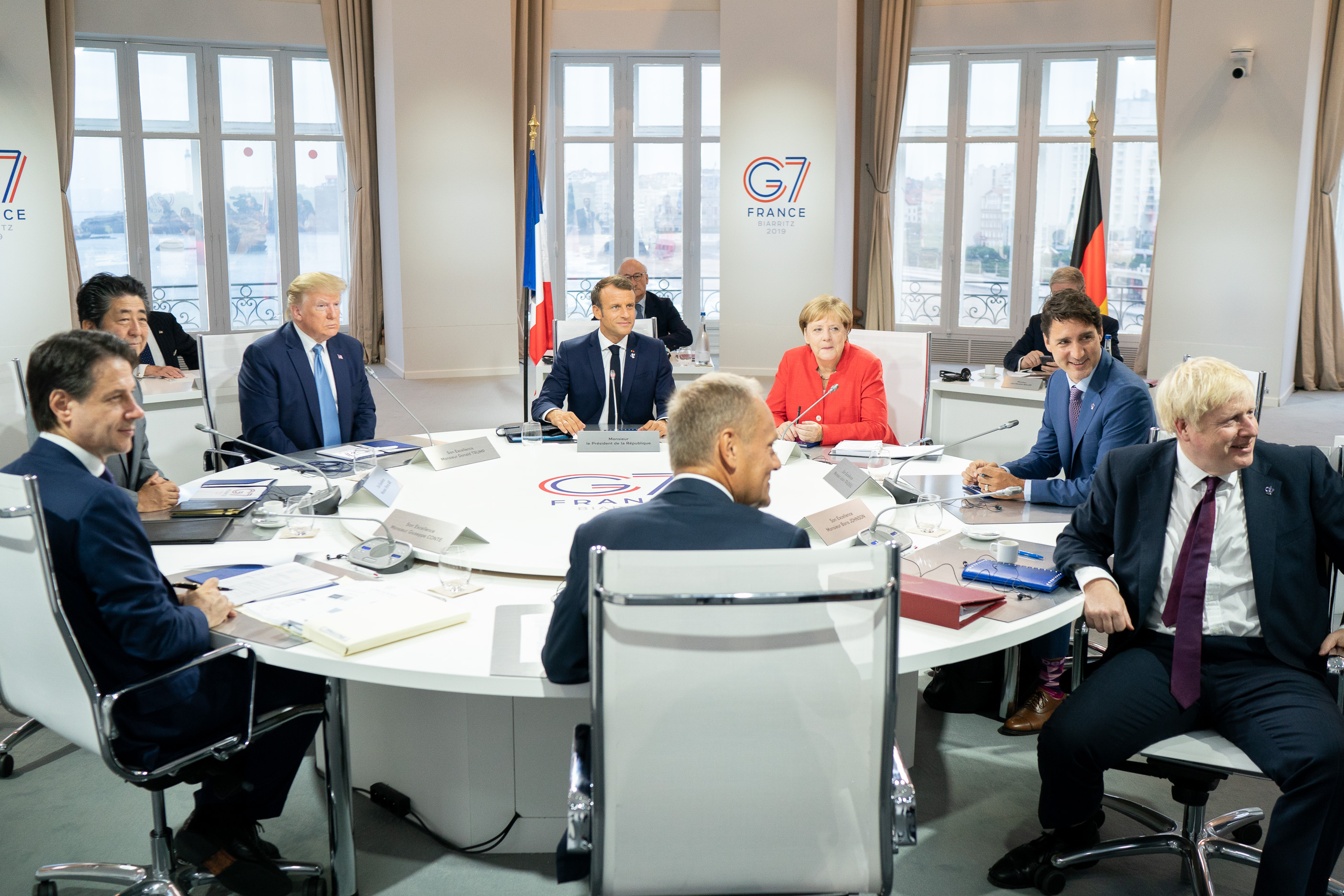
2日目のワーキングセッション

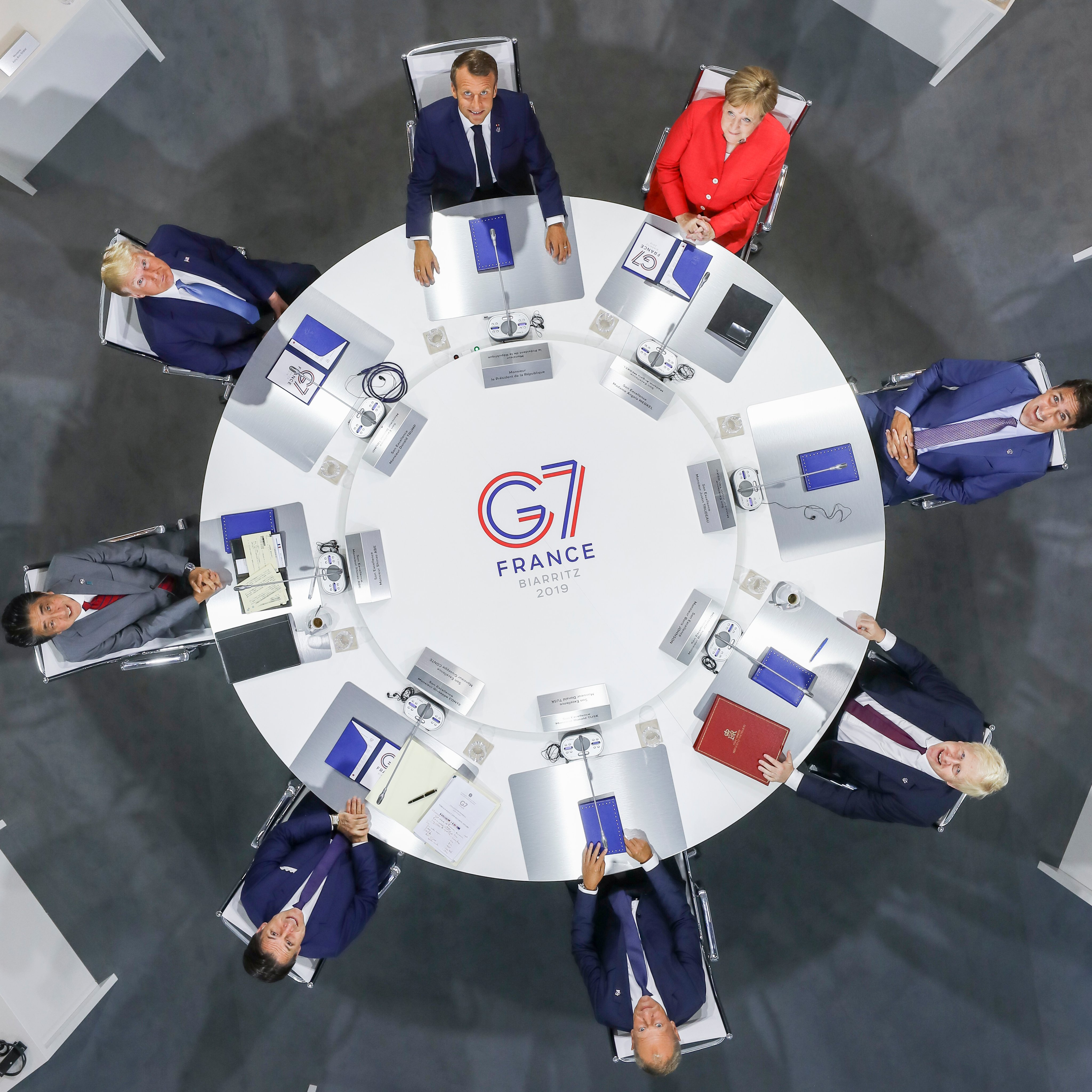

第45回先進国首脳会議には、G7加盟7か国の指導者に加えて欧州連合（EU）の代表者が出席した。 欧州委員会委員長は、1981年以降のすべての会議と意思決定に毎回（期限を設けずに）出席しているが、今回は自身の手術のため欠席した。2010年6月にカナダが主催した第36回G8主要国首脳会議以来、欧州理事会議長が当会議のEUの共同代表を務めている。
イギリスのボリス・ジョンソン首相は初めてのG7サミット参加となった。 また、ドナルド・トゥスク欧州理事会議長は最後のG7サミット参加となった。
フランス共和国のエマニュエル・マクロン大統領は、インドのナレンドラ・モディ首相、オーストラリアのスコット・モリソン首相、スペインのペドロ・サンチェス首相らを特別招待者としてG7サミットのアウトリーチ・セッションに招待した。

## 採択
意見の隔たりが埋められず、首脳宣言の採択は見送られ、議長国のマクロン大統領の提案で合意内容が1枚の宣言文書にまとめられた。宣言には貿易、イラン、ウクライナ、リビア、香港の5項目について記された。

## その他
- 会議では、欧州が反対しているロシアのサミット復帰を議論されたが、議論内容は非公表とされた[10][11]。

## 首脳肖像

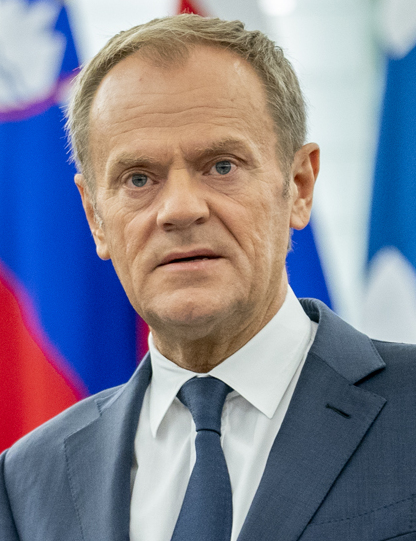
欧州連合 ドナルド トゥスク, 欧州委員会委員長

G7コアメンバー

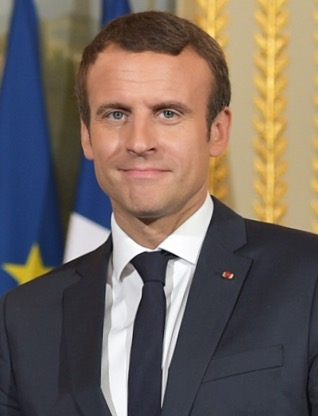
フランス エマニュエル・マクロン,  フランス大統領 （議長国）
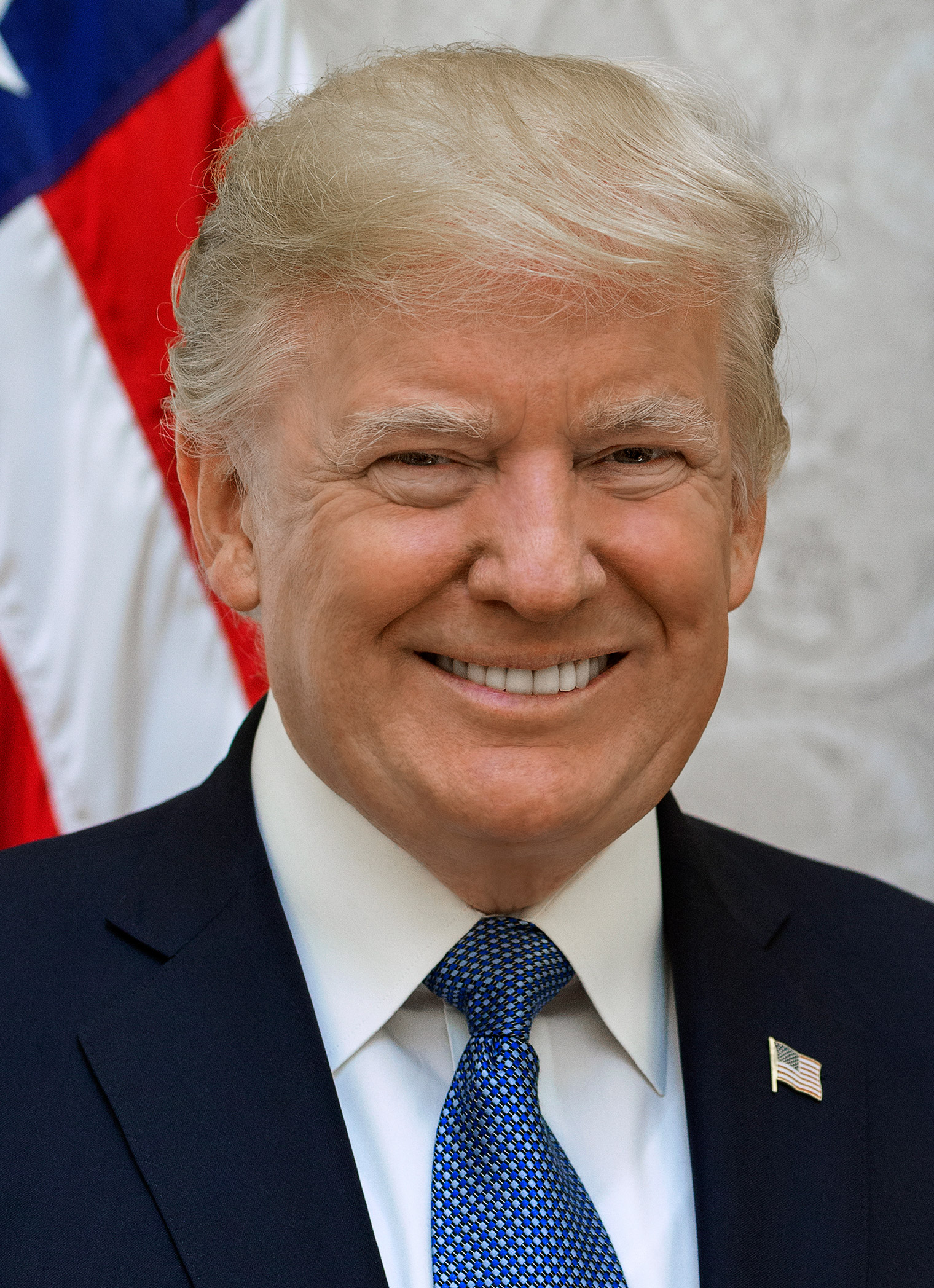
米国 ドナルド・トランプ,  合衆国大統領
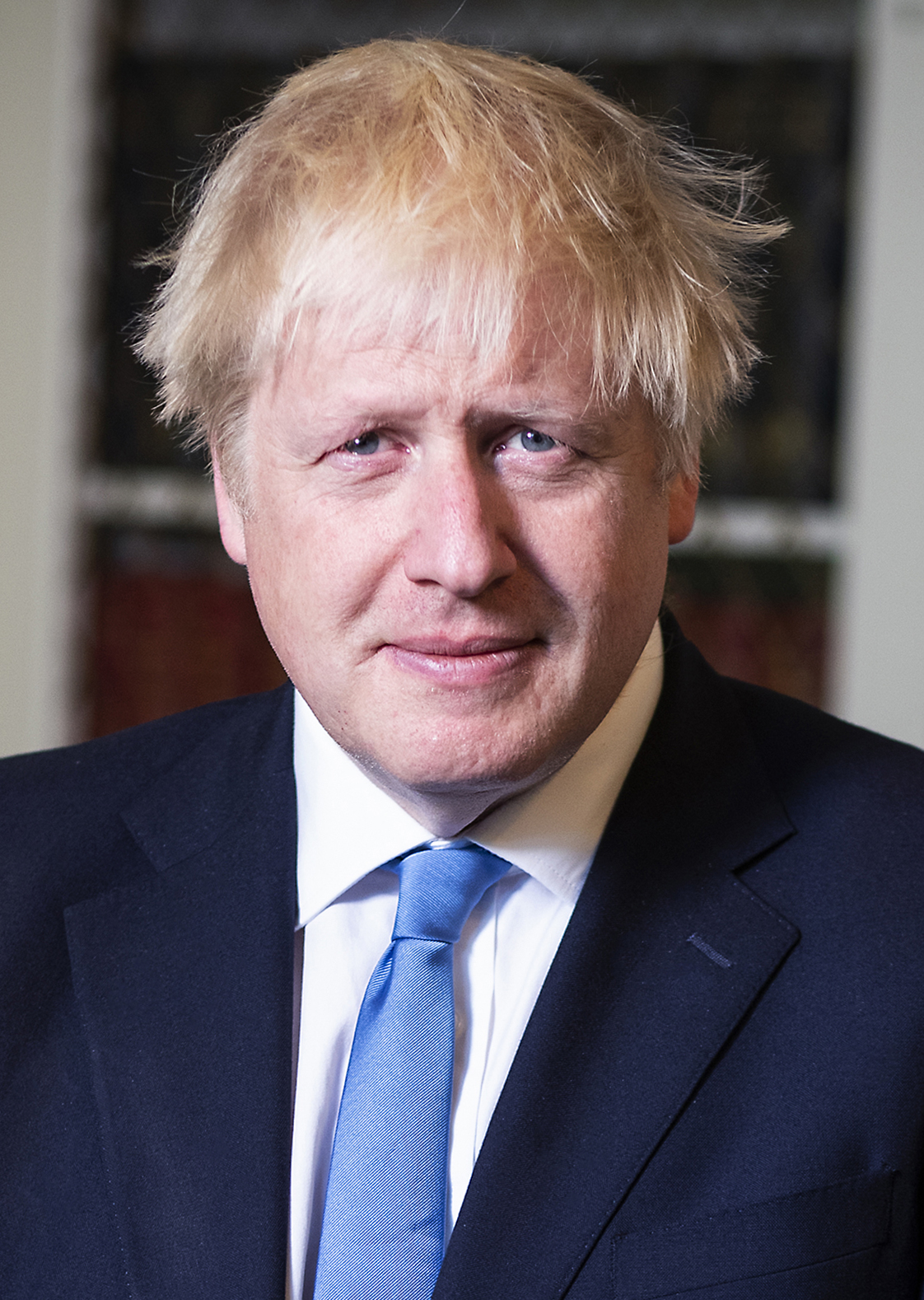
英国 ボリス・ジョンソン,  イギリス首相
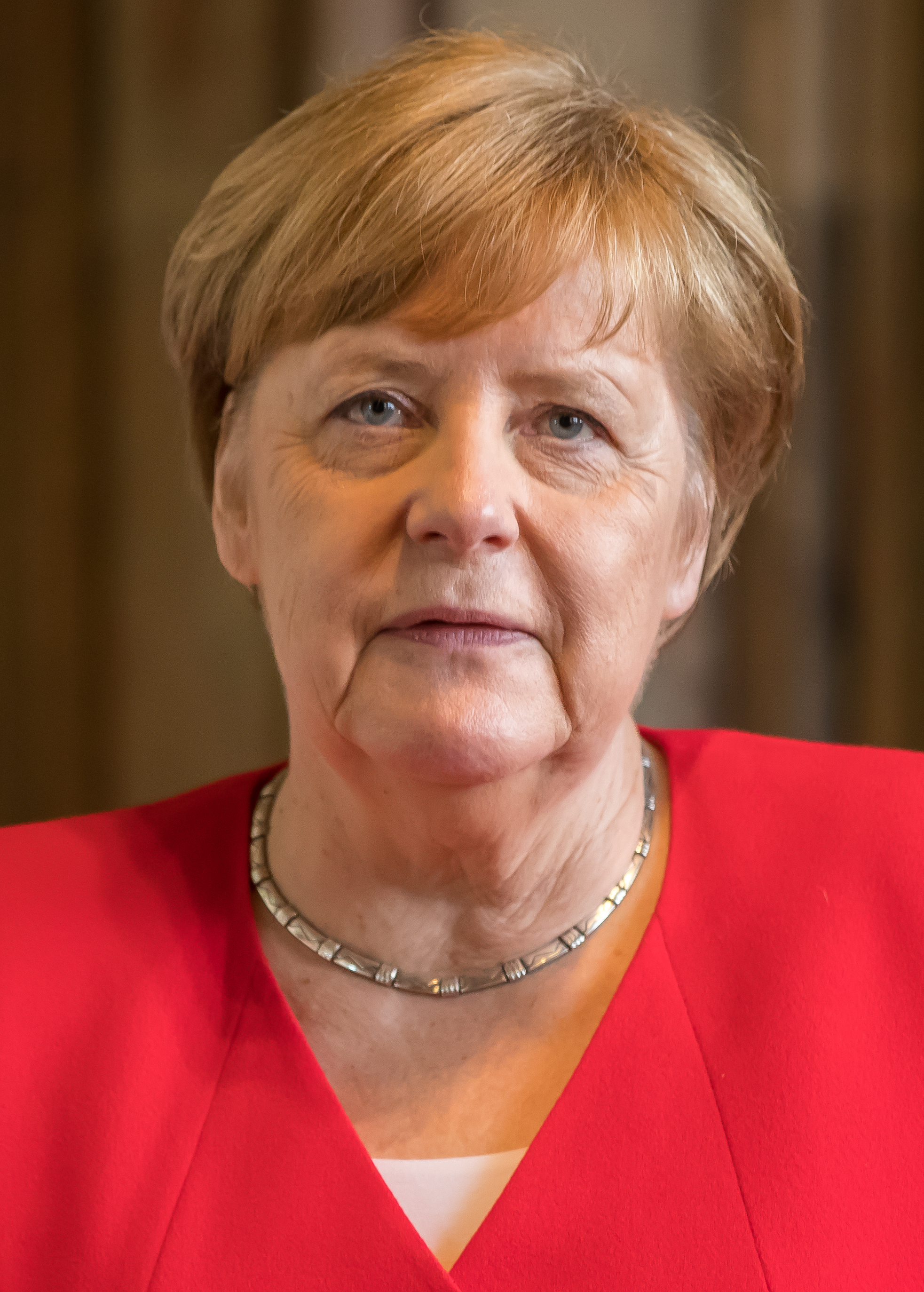
ドイツ アンゲラ・メルケル,  ドイツ首相
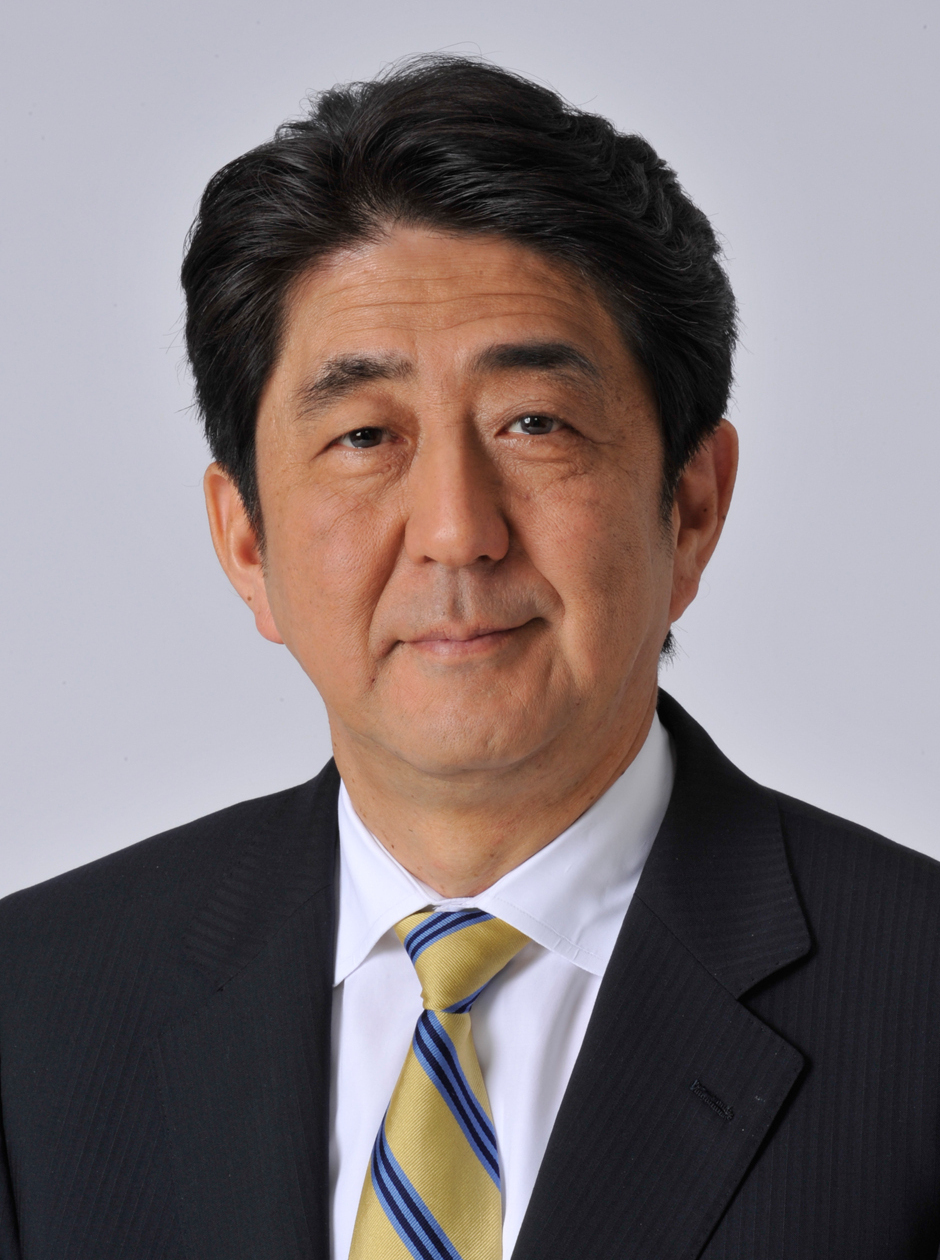
日本 安倍晋三,  内閣総理大臣
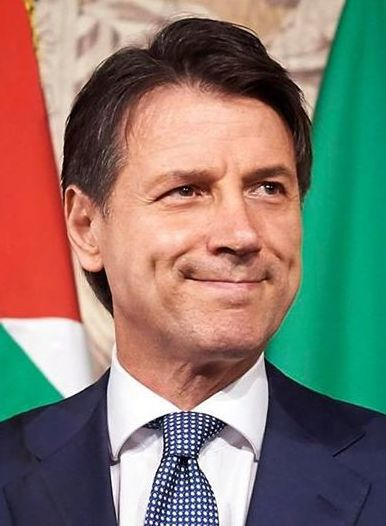
イタリア ジュゼッペ・コンテ, イタリア首相
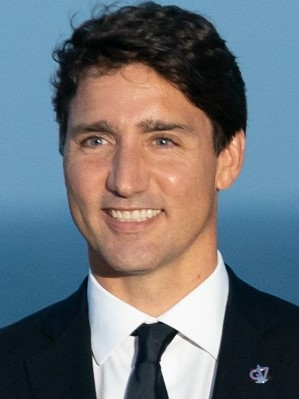
カナダ ジャスティン・トルドー, カナダ首相

- 欧州連合
ドナルド トゥスク,
欧州委員会委員長